# JEIDA
Japan Electronic Industry Development Association, zkratkou JEIDA byla japonská organizace pro výzkum, vývoj a normalizaci elektroniky.
Podobné organizace byly i v USA (SEMTEC) a v Evropě (ECMA). JEIDA vyvinula řadu norem (standardů) včetně paměťové karty JEIDA memory card a grafického formátu Exif.
1. listopadu 2000 se spojila s EIAJ do JEITA.